# Santcliment

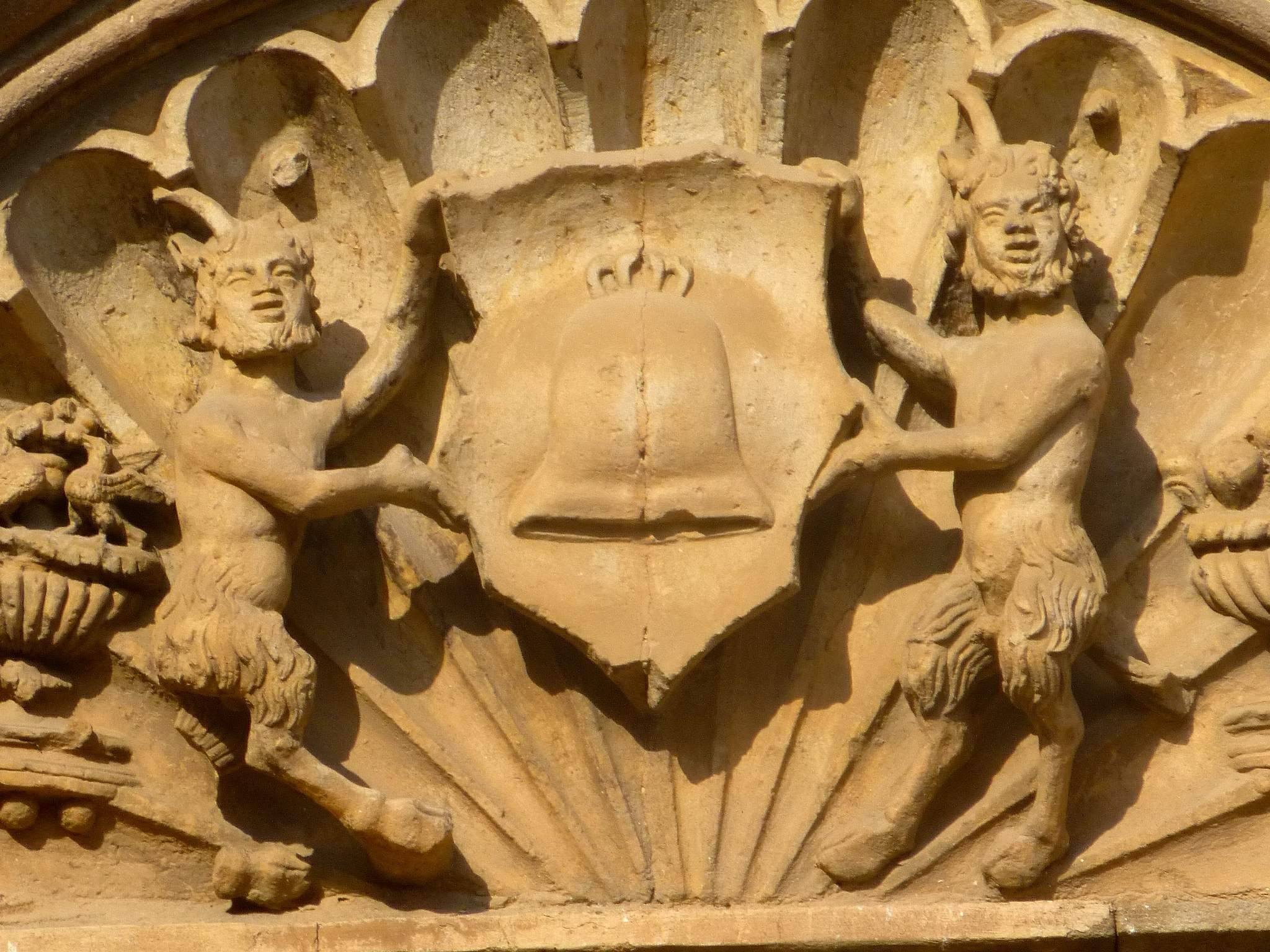
La campana dels Santcliment, senyal heràldic de la família a la porta renaixentista de la Torre Vella de Badalona.

 Els Santcliment, o Sant Climent, foren una important família catalana documentada a partir del segle xiii a Lleida i Barcelona. Si bé la branca de Lleida ennoblí ja a l'edat mitjana, els Santcliment de Barcelona, malgrat la seva influència i el seu enorme patrimoni, exerciren preferentment de mercaders i funcionaris reials i normalment foren sempre ciutadans honrats, ocupant càrrecs municipals d'importància, i no esdevingueren cavallers fins al segle xvi.
L'escut dels Santcliment era una campana sobre fons pla, per bé que la branca de Barcelona porten d'atzur una campana d'argent, mentre la branca de Lleida porta d'or una campana d'atzur.
L'aparició de membres de la mateixa família contemporàniament a Lleida i a Barcelona, sumada als buits existents en el seu arbre genealògic que queden per omplir, alguns components de la família i l'evolució del mateix llinatge sembla dur a confusions.

## Una família o dues?
Tot i que tradicionalment s'ha considerat que els Santcliment de Lleida i els de Barcelona serien dues branques d'una mateixa família, alguns indicis apunten en sentit contrari. El fet que els noms d'una nissaga no es repeteixin en l'altra —no es documenta cap Pere ni cap Bernat entre els Santcliment lleidatans del segle xiii, mentre que aquests noms són comuns a tots els primers Santcliment barcelonins—, mentre que sí que es documenta, per exemple, un Bernat de Santcliment corretger a Barcelona, coetani de Bernat de Santcliment, pare del primer Santcliment important, Pere (I) el Vell, han dut a considerar si no es tractaria de dues nissagues sense cap relació entre elles.

## Branca de Lleida
Aquesta branca començà a prendre importància a partir de Tomàs de Santcliment que comprà el castell d'Alcarràs a Guillem de Cardona el 1249 i rebé potestat del rei sobre els castells de Cinca, Maldà i Maldanell en recompensa de la seva participació en la campanya de València. Al segle xiv residien al carrer Major de Lleida i posseïen, a més d'Alcarràs i Montagut, Sarroca de Lleida, Llardecans, Vilanova de Remolins i grans latifundis a Flix i la Palma (els dos darrers venuts a Barcelona el 1398). Francesc de Santcliment, ciutadà de Lleida, estigué al servei de Pere el Cerimoniós, el qual l'envià com ambaixador a Avinyó el 1336 i com a defensor de la Vall d'Aran davant el bisbe de Comenge. Francesc obtingué més terres a Sardenya i fundà la capella familiar a la catedral de Lleida. Els seus fills, Pere i Francesc, exerciren diversos càrrecs com els de canceller de la universitat (1387-1403), canonge; i paer (1380) i veguer (1413), respectivament.
El fill de Francesc, Bernat de Santcliment dugué a terme un llarg plet contra el capítol de Lleida per les terres de Montagut, el qual acabà perdent. També lluità en la guerra contra Joan II i fou paer el 1467. Però sembla que a partir del segle XVI la decadència d'aquesta branca és patent perquè ja no posseeixen ni Alcarràs ni Sarroca ni Llardecans.

## Branca de Barcelona
Pere (I) de Santcliment el Vell és el primer membre destacat de la família, esmentat per Jaume I com a “escrivà nostre". Després seguí al servei de la reialesa com a notari major de la cancelleria sota Pere el Gran, del qual n'obtingué favors, com l'establiment de molins en el terme de Barcelona o la concessió vitalícia del pes del quintar de Barcelona. Amb aquests càrrecs i favors aconsegueix crear la fortuna familiar. A partir de tots aquests beneficis seguí invertint en la compra de terres i petites senyories en els entorns de la capital catalana, arribant a ser senyor de la torre de Bell-lloc a Sant Andreu de Palomar i de la casa forta de Badalona, tot plegat li va permetre pertànyer a l'estament dels ciutadans honrats, aquells ciutadans que vivien de rendes, condició que heretaren els seus descendents. Després d'abandonar la cancelleria no s'estigué aturat sinó que el 1287 li fou atorgada la representació en la comissió de control de les entrades i sortides de mercaderies de Barcelona i col·laborà activament en la política municipal barcelonina arribant a ser conseller de la ciutat el 1288. Morí el 1303 deixant diversos fills, entre els quals el primogènit Bernat (II), que heretà la casa forta de Badalona, i Pere (II), que heretà la torre de Bell-lloc, mentre la casa de la Murtra acabà en mans de Jaume (I).
La branca barcelonina tingué un patrimoni molt ric als voltants de la ciutat de Barcelona: la torre de Bell-lloc a Sant Andreu de Palomar, que constava de molins i masos, la casa forta de Badalona i la casa de la Murtra, a tocar de Santa Coloma, i diverses propietats a la mateixa Santa Coloma de Gramenet. D'altres les tingueren a Barcelona ciutat, com el Castell del Port. No foren només terres el que posseïren, també s'esforçaren a aconseguir una sèrie de censals, per exemple un a Pere de Mediona de 21.000 sous que li obligava en garantia el castell de Cabrera i el lloc de Vallbona. A més a més, els Santcliment reberen terres a Sardenya després de la conquesta i diverses vegades algun membre acudí en campanya per controlar l'illa.

## Problemàtiques
La descendència dels Santcliment de Barcelona es complica molt a causa de la repetició de noms. Ferrer i Mallol sembla identificar tres Pere, que bé podrien ser tots tres barcelonins o que algun fos de la part de Lleida, però l'estudi més recent de Vela apunta a l'existència de set Pere de Santcliment, tots ells emparentats. Gairebé tots ells ostentaren càrrecs importants al segle xiv; un participà en la campanya de Sardenya i arribà a ser lloctinent de Càller el 1339 i 1349. Un altre exemple és el d'un Francesc de Santcliment que fou veguer de Barcelona i del Vallès entre 1360 i 1362, al mateix temps que un altre Francesc era jurat del Consell de Cent, membre del consell dels vint-i-cinc, guarda de la moneda el 1360, entre altres càrrecs que eren incompatibles amb el de veguer. Per tant, sembla òbvia que no n'hi hagué un de sol, de Francesc. De fet, Vela identifica quatre Bernat, tres o quatre Jaume, tres Ramon, dos Francesc i dos Gilabert, tots ells parents.

## Baronies i senyorius
Els Santcliment posseïen diversos feus:
- Baronia de Llinars
- Baronia d'Altafulla
- Senyoriu (després baronia) de Sarroca
- Senyoriu de Llardecans
- Senyoriu d'Alcarràs
- Senyoriu de Badalona
- Senyoriu de La Granadella
- Senyoriu de Flix
- Senyoriu de La Palma
- Senyoriu de Vilablareix
- Senyoriu de Montagut
- Senyoriu de Cinca
- Senyoriu de Maldà